# 요코사와 유키
요코사와 유키(일본어: 横澤 由貴, 1980년 10월 29일~)는 일본의 유도 선수로 2004년 하계 올림픽에서 여자 하프라이트급 은메달을 획득했다.